# Clan Honda

El emblema (kamon) del clan Honda.

El clan Honda (本多氏 Honda-shi?) es una familia japonesa que asegura tener sus orígenes en el noble integrante de la corte Fujiwara no Kanemichi. La familia se asentó en la Provincia de Mikawa y sirvieron al clan Matsudaira como sus vasallos. Más tarde, cuando la familia Matsudaira se convirtió en el clan Tokugawa, los Honda lograron un gran prestigio. El clan incluye trece ramas que tuvieron un estatus de daimyō y cuarenta y cinco con un estatus de hatamoto. 
El miembro más famoso del clan Honda fue el samurái del período Sengoku Honda Tadakatsu, el cual era uno de los principales generales bajo las órdenes de Tokugawa Ieyasu. Dos de las principales ramas del clan aseguran ser descendientes de Tadakatsu o de su familiar cercano, Honda Masanobu.